# Poddystrykt Aileu
Poddystrykt Aileu, Dystrykt Aileu, Timor Wschodni.
- Suco Aisirimou
- Suco Bandudatu
- Suco Fahiria
- Suco Fatubosa
- Suco Hoholau
- Suco Lahae
- Suco Lausi
- Suco Liurai
- Suco Malere
- Suco Saboria
- Suco Seloi Kraik